# 陳貴平
陳貴平（CHEN　GUIPING）は、中国広東省出身の画家。中国画を基本としながらも、西洋の技法も取り入れた画風である。中国美人とヴァイオリンやピアノなどの楽器類の組合せをモチーフにすることが多い。
中国、広東省珠海市美術家協会顧問、墨韻会会長、日中国際創画院副院長。

## 略歴
- 1962年 　中国、広東省にて出生。マカオに隣接する珠海市に育ち、幼い頃から西洋の文化に触れながら育つ。
- 1983年 　 中国広州国立美術学院中国画科卒業。珠海特区新聞社の美術編集を担当。在学中より世界の美人画に興味を持ち、中国伝統の美人画、日本画、西洋の印象派の研究を深め、西　　　洋と東洋の美が微妙なバランスで溶け合う独自の美意識を育てる。
- 1984年 　広東省美術展覧会にて作品「童心」が大賞を受賞、エキゾティックで繊細、幻想的な画風が一躍注目を集める。
- 1986年 　中国書画展入選。同年、中国、香港美術協会会員、中国画院珠海分院画家となる。以後、中国各地やフランス、イタリア、ギリシア、シンガポール、アメリカなど世界各地を旅しながら仏教美術、西洋美術などさらなる美術知識と見聞を広め、独自の美人画の世界を創造する。現代アートに新風を吹き込んだ俊英として評価を高める作家である。
- 1987年　ホンコン、中国各地で次々と個展を開催。シンガポールにて開催された現代中国絵画に作品を出品。
- 1989年　東京青山のギャラリーで個展。
- 1990年　東京渋谷はARTVIVANTが開催した国際美術展に参加しました。
- 1991年　東京大手町で「国際アートフェスティバル」展に出品、日本フジテレビと日本経済新聞が共同で開催し、フランス大使館、アメリカ大使館、中国大使館、日本文化省が後援。ピカソ、シャガール、アンディ．ウォーホル、 有名なロックシンガー、叙情詩人、作曲家のジョン・レノン（ジョン・レノン）等々の作品が並べて展示され、彼の作品はすべてコレクターによって収集されています。 日本経済新聞、中国大使館、日中友好協会が共同で開催する「中国現代アートの世界」展に出品。作品は日本経済新聞が特集を掲載。
- 1992年　東京・渋谷のギャラリー・ミューゼットで大規模な個展「現代中国美術の偉才-陳貴平展」を開催。 愛媛県松山市の国際美術展でテレビニュースにて出演、FM愛媛の生放送でインタビューを受ける。  初シルクスクリーン版画作品：「平和の詩」、「夕暮れ」、「香りのよい夢」をArt Vivant より発表。
- 1993年　大阪日産クリスタルホールで。日産大阪協会が主催、中国大使館、オーストリア大使館、日産自動車株式会社後援「現代人気作家絵画展」に出品。陳貴平サイン会を開催。  静岡、名古屋、広島、九州など巡回展。 「World93ARTfesta」展にて出品されました。
- 1994年　東京の新宿、銀座と渋谷のミュージアム　ミューゼギャラリーで大規模な個展を開催。フランスの静物画家ベルナール・カセリンと人物画家カシニュルと一緒に展覧会を開催。
- 1995年　東京、静岡、名古屋、京都、神戸、山形、福井、新潟、秋田、仙台、福島県など、日本全国各地で美術展を開催。渋谷、銀座と新宿のギャラリーミュゼットにて大規模な美術展を開催。
- 1996年　東京・新宿ミューゼと大阪松下電器ホールで個展を開催。岩崎美術社より「陳貴平画集—夢飛行」出版。
- 1997年　東京、銀座松屋百貨店アートギャラリーと池袋の東武百貨店アートギャラリーにて個展を開催。
- 1998年　ギャラリーミューゼ新宿にて個展を開催、主催アートビバン社、スペイン大使館後援「J．トレンツ．リャド/陳貴平展」展示会を開催。 東京の新宿高島屋「陳貴平作品展」及びサイン会を開催。 東京池袋東武百貨店アートギャラリーは3年連続で個展を開催しました。
- 1999年　東京国際美術展に出品。続いて全国ツアー美術展に参加。千葉県そごうにて国宝級芸術家、平山郁夫と東山魁夷の作品とともに、「世界の注目の巨匠-オリジナル絵画展」を開催。 台湾の台北そごうデパートギャラリーにて「現代中国の著名な芸術家展」展示会を開催。珠海美術家協会のアートコンサルタントとして雇用。
- 2000年　大阪松下電器の大ホールと横浜のクインズホールで大規模な「陳貴平—ヨーロッパ旅行展」個展を開催。 「東京アートエクスポ」に作品が展示されました、そしてライブサイン会を開催。 ニューヨークにて「Internatilonal Artexpo」に作品を出展。
- 2001年　第2回「東京アートエクスポ」に作品を出展、特別ゲストライターとして現地サイン会を開催。 ロサンゼルスと台湾の画廊にて美術展を開催。
- 2002年　第3回「東京アートエクスポ」に作品を出展。パブロピカソ、マルクシャガールの版画作品と並べて展示され。
- 2003年　横浜国際コンベンション＆エキシビションセンター、大阪国際コンベンションセンターは「日本アートフェスティバル」展を出展、画家のオンサイトサイン会を開催しました。埼玉県立近代美術館「ヨーロッパの光～陳貴平作品展」個展。
- 2004年　ニューヨークで開催された「ArtexpoNewYorkInternationalArtFair」に作品を出展。 「文化庁メディア芸術祭2004」に作品を出展。
- 2005年　埼玉県立近代美術館「陳貴平画展ーアジアの風ヨーロッパの光」個展。
- 2006年　東京の美術館で開催された「現代水墨画」展に作品を出展。
- 2007年　千葉県で国際墨韻会主催の「「チベット風情」作品展に作品を出品。
- 2008年　東京、Art Vivant主催、日中文化交流協会、中国大使館後援、「百花繚乱-陳貴平展」及び新作発表。 「アートコンプレックスセンターオブ東京にて「墨彩風韻～陳貴平展」。
- 中国珠海美術館「陳貴平～精神的呼吸」展。 中国芸術出版社より「陳貴平画集」出版。
- 優秀な芸術家に選ばれ、芸術家代表として舞台に立った。彼は再び日中平和友好条約締結30周年を記念した宴会に招待され、作品は中国政府代表団に贈り。
- 2009年　中国広東中山美術館「精神的呼吸～陳貴平展」。広州文化センター広州領南展示ホール、「日本の有名な画家陳貴平の作品展」個展。
- 2010年　中国広東美術館「陳貴平～精神的呼吸」展。第15回広州アートフェアに個展を開催。中国広東美術館より「陳貴平画集―精神的呼吸」出版。